# 67.ª Brigada Mecanizada Independiente (Ucrania)
La 67.ª Brigada Mecanizada Independiente es una unidad de combate de las Fuerzas Terrestres de Ucrania, formada en el contexto de la invasión rusa de 2022. Originalmente integrada principalmente por veteranos del Cuerpo de Voluntarios Ucranianos del Sector Derecho, esta brigada se oficializó dentro del Ejército regular con el objetivo de profesionalizar y coordinar mejor las operaciones de combate. La brigada ha sido equipada con vehículos blindados ligeros y medianos, artillería autopropulsada, sistemas antitanque y medios de guerra electrónica. Su estructura incluye varios batallones mecanizados, una unidad de reconocimiento, una batería antiaérea y apoyo logístico. Se ha destacado por su participación en misiones ofensivas en las regiones del este y sur de Ucrania, particularmente en áreas urbanas y entornos de combate de alta movilidad, donde sus tácticas ágiles y experiencia irregular han sido especialmente efectivas.